# Slotervaart
Slotervaart es un barrio de la ciudad de Ámsterdam, dentro de la provincia de Holanda Septentrional. Tiene una superficie de 11,14 km² y una población de 44.100 personas (2011).
El distrito fue creado en 1990. Consistió en la fusión de los distritos de Slotervaart, parte del distrito Overtoomseveld y otras poblaciones cercanas al nuevo distrito. Desde el 2001, ha habido una petición de "renovación urbana" para mejorar la comunicación y construir más residencias dentro del distrito. Se espera que se finalice para 2015. Miles de casas fueron demolidas y reemplazadas por nuevos edificios para alojar a múltiples personas.

## Barrios y vecindarios del distrito de Slotervaart
- Slotervaart (tuinstad)
- Sloterparkwijk
- Sloterpoort
- Overtoomse Veld/Westlandgracht
- Overtoomse Veld
- Koningin Wilhelminaplein
- Delflandpleinbuurt
- Nieuw Sloten
- Riekerpolder
- Park Haagseweg
- Sloterweg
- Noordelijke Oeverlanden van Nieuwe Meer

## Parques
- Riekerhaven
- Sloten en Riekerpolder
- De Oeverlanden
- Rembrandtpark
- Kasterleepark